# Leonardo Menichini
Leonardo Menichini (Ponsacco, 11 dicembre 1953) è un allenatore di calcio ed ex calciatore italiano, di ruolo difensore, tecnico del Pontedera.

## Carriera

### Giocatore
Difensore centrale in grado di disimpegnarsi sia come libero che come stopper, ha disputato in carriera 9 campionati di Serie A con le maglie di Roma, Catanzaro e Ascoli, totalizzando 202 presenze in Serie A, e 31 in Serie B con Verona e Novara (29 al Novara e 2 al Verona). Ha conquistato la promozione in Serie A col Verona nella stagione 1974-1975, seppur con due sole presenze all'attivo.

### Allenatore
Comincia ad allenare nel Riccione. È stato il vice di Carlo Mazzone dal 1991 al 2003, anno in cui divenne allenatore dell'Ancona neopromosso in A, venendo esonerato dopo quattro giornate. Nel 2005 rilevò Salvo Fulvio D'Adderio alla guida della Torres in Serie C1, salvando la squadra. Sempre nel 2005 andò in Albania alla guida del Tirana venendo licenziato a novembre lasciando il club al secondo posto. Ha poi ripreso il lavoro a fianco di Mazzone da febbraio a giugno 2006 alla guida del Livorno. Nell'aprile 2008 venne nominato allenatore del Lumezzane in Serie C2, in sostituzione di Mario Petrone. Grazie ai play-off la squadra viene promossa in Serie C1. L'anno successivo la squadra si piazza al decimo posto di Serie C1. Nel 2009-2010 vincono la Coppa Italia Lega Pro e si piazzano al sesto posto in Serie C1.
Il 17 giugno 2010 viene ingaggiato dal Crotone in Serie B.
Il 27 novembre in seguito alla terza sconfitta casalinga viene esonerato dal suo incarico. Al suo posto subentra Eugenio Corini. Ma dopo i risultati non attesi, Menichini viene richiamato dal Crotone, per sostituire lo stesso Corini salvando la squadra.
Il 9 giugno prolunga il contratto con la società calabrese di un anno fino a giugno 2012 ma il 23 gennaio 2012 viene esonerato dopo la quarta sconfitta consecutiva subita sabato 21 contro il Varese.
Il 18 dicembre 2012 firma un contratto annuale, con opzione di rinnovo automatico in caso di salvezza, con il Grosseto. Viene esonerato il 10 febbraio 2013 dopo aver ottenuto quattro punti in sei giornate.
Il 23 marzo 2014, diventa il nuovo allenatore del Pisa al posto dell'esonerato Francesco Cozza. Nel giugno 2014 rescinde consensualmente il contratto con il Pisa.
Il 18 agosto 2014 subentra a Mario Somma alla guida della Salernitana di Claudio Lotito e Marco Mezzaroma, con cui, il 25 aprile 2015 ottiene, con due giornate d'anticipo, la promozione in Serie B.. Nonostante ciò il 20 giugno seguente viene esonerato dal club campano.
Il 2 febbraio 2016 viene richiamato dalla società granata per sostituire Vincenzo Torrente che ha ottenuto 23 punti in 24 giornate, riuscendo, dopo una cavalcata di risultati utili, a salvare la squadra dopo i play-out contro il Lanciano. Il 10 luglio viene però sostituito da Giuseppe Sannino.
Nel 2016-2017 subentra a Leonardo Colucci sulla panchina della Reggiana, alla ventiduesima giornata di Lega Pro dove termina la stagione al quinto posto del girone B e perde poi nella semifinale dei play-off. La stagione successiva inizia male e dopo la settima giornata viene esonerato.
Il 14 giugno 2018 viene ingaggiato dalla Lucchese, in Serie C firmando un biennale. Il 24 luglio seguente con il cambio di società viene esonerato a discapito di Giancarlo Favarin.
Il 9 maggio 2019 torna alla Salernitana per la terza volta sostituendo Angelo Gregucci e con la squadra a ridosso della zona play-out a una giornata dal termine. Perdendo appunto l’ultima partita con il Pescara per 2-0, la Salernitana arriva al quindicesimo posto ed è quindi costretta a disputare i play-out con il Venezia.
Il 9 giugno conduce alla salvezza la Salernitana grazie alla vittoria ai rigori nella gara di ritorno (2-4) e in virtù di questo risultato viene confermato automaticamente alla guida del club campano anche per la successiva stagione di Serie B. Tuttavia, il 30 giugno dello stesso anno, viene sostituito da Gian Piero Ventura. 
Appena un mese dopo dall'addio alla Salernitana, viene ingaggiato dal presidente Lotito per guidare la squadra Primavera della Lazio al posto di Valter Bonacina, fermandosi all'undicesimo posto in campionato prima della sospensione per la pandemia di COVID-19, mentre in Coppa Italia era uscito già al secondo turno eliminatorio per mano del Napoli. La stagione successiva, pur arrivando in finale di Coppa Italia persa contro i pari età della Fiorentina, la squadra di Menichini si ritrova in piena lotta per non retrocedere, con il tecnico toscano che verrà esonerato nel finale di stagione.
Il 10 novembre 2021 viene nominato nuovo tecnico del Monterosi Tuscia, club di Serie C. Dopo essersi piazzata al 9º posto, la squadra biancorossa viene eliminata al primo turno dei play-off per mano della Virtus Francavilla (2-2) per via del peggior piazzamento in classifica. La stagione seguente porta la squadra a un 16º posto finale non effettuando i play-out poiché la distanza dall’avversario è maggiore a otto punti.
Il 23 gennaio 2024 assume l'incarico di allenatore della Turris, in Serie C, salvando la squadra corallina all'ultima giornata e chiudendo al 15º posto finale a una lunghezza dai play-out.
Il 6 ottobre seguente viene nominato nuovo allenatore del Pontedera, quintultimo in Serie C con 7 punti dopo 8 gare, dove subentra all'esonerato Alessandro Agostini. Termina la stagione regolare al 10º posto e ai play-off il Pontedera si ferma al primo turno venendo eliminato dalla Vis Pesaro.

## Statistiche

### Statistiche da allenatore
Statistiche aggiornate al 4 maggio 2025. In grassetto le competizioni vinte.
| Stagione                | Squadra                 | Campionato              | Campionato | Campionato | Campionato | Campionato | Coppe nazionali | Coppe nazionali | Coppe nazionali | Coppe nazionali | Coppe nazionali | Coppe continentali | Coppe continentali | Coppe continentali | Coppe continentali | Coppe continentali | Altre coppe | Altre coppe | Altre coppe | Altre coppe | Altre coppe | Totale | Totale | Totale | Totale | % Vittorie | Piazzamento      |
| Stagione                | Squadra                 | Comp                    | G          | V          | N          | P          | Comp            | G               | V               | N               | P               | Comp               | G                  | V                  | N                  | P                  | Comp        | G           | V           | N           | P           | G      | V      | N      | P      | %          | Piazzamento      |
| ----------------------- | ----------------------- | ----------------------- | ---------- | ---------- | ---------- | ---------- | --------------- | --------------- | --------------- | --------------- | --------------- | ------------------ | ------------------ | ------------------ | ------------------ | ------------------ | ----------- | ----------- | ----------- | ----------- | ----------- | ------ | ------ | ------ | ------ | ---------- | ---------------- |
| 1990-1991               | Riccione                | C2                      | 34         | 5          | 17         | 12         | CI-C            | 6               | 3               | 0               | 3               | -                  | -                  | -                  | -                  | -                  | -           | -           | -           | -           | -           | 40     | 8      | 17     | 15     | 20,00      | 17º              |
| lug.-set. 2003          | Ancona                  | A                       | 4          | 0          | 1          | 3          | CI              | 3               | 1               | 0               | 2               | -                  | -                  | -                  | -                  | -                  | -           | -           | -           | -           | -           | 7      | 1      | 1      | 5      | 14,29      | Eson.            |
| feb.-giu. 2005          | Torres                  | C1                      | 14         | 5          | 4          | 5          | CI-C            | -               | -               | -               | -               | -                  | -                  | -                  | -                  | -                  | -           | -           | -           | -           | -           | 14     | 5      | 4      | 5      | 35,71      | Sub. 13º         |
| lug.-nov. 2005          | Tirana                  | KS                      | 14         | 7          | 4          | 3          | KeS             | 6               | 5               | 1               | 0               | UCL                | 4                  | 1                  | 0                  | 3                  | -           | -           | -           | -           | -           | 24     | 13     | 5      | 6      | 54,17      | Eson.            |
| apr.-giu. 2008          | Lumezzane               | C2                      | 3+4        | 1+1        | 1+3        | 1+0        | CI-C            | -               | -               | -               | -               | -                  | -                  | -                  | -                  | -                  | -           | -           | -           | -           | -           | 7      | 2      | 4      | 1      | 28,57      | Sub., 4º (prom.) |
| 2008-2009               | Lumezzane               | 1D                      | 34         | 10         | 15         | 9          | CI+CI-LP        | 1+1             | 0+0             | 0+0             | 1+1             | -                  | -                  | -                  | -                  | -                  | -           | -           | -           | -           | -           | 36     | 10     | 15     | 11     | 27,78      | 10º              |
| 2009-2010               | Lumezzane               | 1D                      | 34         | 14         | 10         | 10         | CI+CI-LP        | 5+8             | 4+5             | 0+2             | 1+1             | -                  | -                  | -                  | -                  | -                  | -           | -           | -           | -           | -           | 47     | 23     | 12     | 12     | 48,94      | 6º               |
| Totale Lumezzane        | Totale Lumezzane        | Totale Lumezzane        | 75         | 26         | 29         | 20         |                 | 15              | 9               | 2               | 4               |                    | -                  | -                  | -                  | -                  |             | -           | -           | -           | -           | 90     | 35     | 31     | 24     | 38,89      |                  |
| 2010-2011               | Crotone                 | B                       | 32         | 12         | 10         | 10         | CI              | 2               | 1               | 0               | 1               | -                  | -                  | -                  | -                  | -                  | -           | -           | -           | -           | -           | 34     | 13     | 10     | 11     | 38,24      | Eson., Sub., 11º |
| 2011-gen. 2012          | Crotone                 | B                       | 23         | 6          | 7          | 10         | CI              | 3               | 2               | 0               | 1               | -                  | -                  | -                  | -                  | -                  | -           | -           | -           | -           | -           | 26     | 8      | 7      | 11     | 30,77      | Eson.            |
| Totale Crotone          | Totale Crotone          | Totale Crotone          | 55         | 18         | 17         | 20         |                 | 5               | 3               | 0               | 2               |                    | -                  | -                  | -                  | -                  |             | -           | -           | -           | -           | 60     | 21     | 17     | 22     | 35,00      |                  |
| dic. 2012-feb. 2013     | Grosseto                | B                       | 6          | 1          | 1          | 4          | CI              | -               | -               | -               | -               | -                  | -                  | -                  | -                  | -                  | -           | -           | -           | -           | -           | 6      | 1      | 1      | 4      | 16,67      | Sub., Eson.      |
| mar.-giu. 2014          | Pisa                    | 1D                      | 4+3        | 3+1        | 0+1        | 1+1        | CI+CI-LP        | -               | -               | -               | -               | -                  | -                  | -                  | -                  | -                  | -           | -           | -           | -           | -           | 7      | 4      | 1      | 2      | 57,14      | Sub., 6º         |
| ago. 2014-2015          | Salernitana             | LP                      | 38         | 24         | 8          | 6          | CI+CI-LP        | 0+2             | 0+1             | 0+0             | 0+1             | -                  | -                  | -                  | -                  | -                  | SC-LP       | 2           | 1           | 0           | 1           | 42     | 26     | 8      | 8      | 61,90      | 1º (prom.)       |
| feb.-giu. 2016          | Salernitana             | B                       | 18+2       | 4+2        | 10+0       | 4+0        | CI              | -               | -               | -               | -               | -                  | -                  | -                  | -                  | -                  | -           | -           | -           | -           | -           | 20     | 6      | 10     | 4      | 30,00      | Sub., 18º        |
| gen.-giu. 2017          | Reggiana                | LP                      | 16+6       | 5+2        | 7+3        | 4+1        | CI+CI-LP        | -               | -               | -               | -               | -                  | -                  | -                  | -                  | -                  | -           | -           | -           | -           | -           | 22     | 7      | 10     | 5      | 31,82      | Sub., 5º         |
| giu.-ott. 2017          | Reggiana                | C                       | 5          | 1          | 1          | 3          | CI+CI-C         | 2+0             | 1+0             | 0+0             | 1+0             | -                  | -                  | -                  | -                  | -                  | -           | -           | -           | -           | -           | 7      | 2      | 1      | 4      | 28,57      | Eson.            |
| Totale Reggiana         | Totale Reggiana         | Totale Reggiana         | 27         | 8          | 11         | 8          |                 | 2               | 1               | 0               | 1               |                    | -                  | -                  | -                  | -                  |             | -           | -           | -           | -           | 29     | 9      | 11     | 9      | 31,03      |                  |
| mag.-giu. 2019          | Salernitana             | B                       | 1+2        | 0+1        | 0+0        | 1+1        | CI              | -               | -               | -               | -               | -                  | -                  | -                  | -                  | -                  | -           | -           | -           | -           | -           | 3      | 1      | 0      | 2      | 33,33      | Sub., 15º        |
| Totale Salernitana      | Totale Salernitana      | Totale Salernitana      | 61         | 31         | 18         | 12         |                 | 2               | 1               | 0               | 1               |                    | -                  | -                  | -                  | -                  |             | 2           | 1           | 0           | 1           | 65     | 33     | 18     | 14     | 50,77      |                  |
| nov. 2021-2022          | Monterosi Tuscia        | C                       | 24+1       | 10         | 8+1        | 6          | CI-C            | -               | -               | -               | -               | -                  | -                  | -                  | -                  | -                  | -           | -           | -           | -           | -           | 25     | 10     | 9      | 6      | 40,00      | Sub., 9º         |
| 2022-2023               | Monterosi Tuscia        | C                       | 38         | 10         | 14         | 14         | CI-C            | 1               | 0               | 0               | 1               | -                  | -                  | -                  | -                  | -                  | -           | -           | -           | -           | -           | 39     | 10     | 14     | 15     | 25,64      | 16º              |
| Totale Monterosi Tuscia | Totale Monterosi Tuscia | Totale Monterosi Tuscia | 63         | 20         | 23         | 20         |                 | 1               | 0               | 0               | 1               |                    | -                  | -                  | -                  | -                  |             | -           | -           | -           | -           | 64     | 20     | 23     | 21     | 31,25      |                  |
| gen.-giu. 2024          | Turris                  | C                       | 16         | 6          | 6          | 4          | CI-C            | -               | -               | -               | -               | -                  | -                  | -                  | -                  | -                  | -           | -           | -           | -           | -           | 16     | 6      | 6      | 4      | 37,50      | Sub., 15º        |
| ott. 2024-2025          | Pontedera               | C                       | 30+1       | 11         | 8+1        | 11         | CI-C            | -               | -               | -               | -               | -                  | -                  | -                  | -                  | -                  | -           | -           | -           | -           | -           | 31     | 11     | 9      | 11     | 35,48      | Sub., 10º        |
| 2025-2026               | Pontedera               | C                       | 0          | 0          | 0          | 0          | CI-C            | 1               | 0               | 1               | 0               | -                  | -                  | -                  | -                  | -                  | -           | -           | -           | -           | -           | 1      | 0      | 1      | 0      | &0,00      | in corso         |
| Totale Pontedera        | Totale Pontedera        | Totale Pontedera        | 31         | 11         | 9          | 11         |                 | 1               | 0               | 1               | 0               |                    | -                  | -                  | -                  | -                  |             | -           | -           | -           | -           | 32     | 11     | 10     | 11     | 34,38      |                  |
| Totale carriera         | Totale carriera         | Totale carriera         | 407        | 142        | 141        | 124        |                 | 41              | 23              | 4               | 14              |                    | 4                  | 1                  | 0                  | 3                  |             | 2           | 1           | 0           | 1           | 454    | 167    | 145    | 142    | 36,78      |                  |

## Palmarès

### Allenatore

#### Club

##### Competizioni nazionali
- Coppa Italia Lega Pro: 1

Lumezzane: 2009-2010
- Campionato italiano Lega Pro: 1

Salernitana: 2014-2015 (girone C)